# Португалия на «Евровидении-2014»
Португалия принимала участие в конкурсе песни «Евровидение 2014» в Копенгагене, Дания. Представитель был выбран путём национального отбора, состоящего из полуфинала и финала конкурса «Festival da Canção 2014», организованным португальским национальным вещателем «RTP».

## Festival da Canção 2014
Festival da Canção 2014 стал 48-м конкурсом португальского национального финала, который выбирал представителя от Португалии на «Евровидение 2014». В конкурсе 2014 года Португалия официально подтвердила возврат к Евровидению после того как покинула конкурс в 2013 году. «RTP» официально подтвердил возвращение Португалии на конкурс 7 ноября 2014 года.

### Формат
Формат конкурса включал в себя один полуфинал который состоится 8 марта 2014 года и финал 15 марта 2014 года, который прошёл в «Convento do Beato» в Лиссабоне. В полуфинале были представлены десять конкурирующих песен, написанные композиторами которые «RTP» пригласит для участия в конкурсе. Композиторы совместно с «RTP» одновременно создавали песню и выбирали из него исполнителя для вступления. Все песни должны быть на португальском языке, однако выбранные композиторы могли сотрудничать также с зарубежными композиторами для их песни. Первая пятёрка песен с полуфинала выйшла в финал. Результат в обоих полуфиналах и финале определилось исключительно телеголосованием.
28 января 2014 года «RTP» объявил имена десяти композиторов, которые были приглашены для участия. Первоначально, Тьяго Паис Диас был в числе приглашенных композиторов, однако Элдер Годиньо заменил его после его ухода. Приглашенными композиторами являются:
- Андрей Бабич
- Эмануэль
- Элдер Годиньо
- Ян ван Дик
- Жоау Матуш
- Жоао Со
- Луис Фернандо, Руи Финджерс и Рикардо Афонсу
- Марк Паелинк
- Нуно Фейст
- Тозе Сантос

### Полуфинал
Полуфинал состоялся 8 марта 2014 года. Первая пятёрка песен в соответствии с решением общественного телеголосования вышли в финал.
| 1  | Catarina Pereira | «Mea culpa»            | Моя вина            | Andrej Babić (м), Carlos Coelho (т)                      | Финалист |
| 2  | Ivo Lucas        | «Eu vou»               | Я иду               | João Só (м/т)                                            | Выбыл    |
| 3  | Zana             | «Nas asas da sorte»    | На крыльях удачи    | Jan Van Dijck (м), Paulo Abreu Lima (т)                  | Финалист |
| 4  | Carla Ribeiro    | «Mais para dar»        | Больше давать       | Hélder Godinho (м), Marina Ferraz (т)                    | Выбыла   |
| 5  | Ricardo Afonso   | «Emoção»               | Эмоция              | Ricardo Afonso (м/т), Luís Fernando (м), Rui Fingers (м) | Выбыл    |
| 6  | Rui Andrade      | «Ao teu encontro»      | Встретив тебя       | Marc Paelinck (м), Rui Andrade (т)                       | Финалист |
| 7  | Lara Afonso      | «O teu segredo»        | Твой секрет         | João Matos (м/т), Miguel Ferrador (м/т)                  | Выбыла   |
| 8  | Raquel Guerra    | «Sonhos roubados»      | Украденные мечты    | Nuno Feist (м), Nuno Marques da Silva (т)                | Финалист |
| 9  | Madalena Trabuco | «Coração de filigrana» | Сердце из филиграни | Tozé Santos (м/т)                                        | Выбыла   |
| 10 | Сузи             | «Quero ser tua»        | Хочу быть твоей     | Emanuel (м/т)                                            | Финалист |

### Финал
Финал состоялся 15 марта 2014 года. Телезрительским голосованием была выбрана победная песня.
| 1 | Rui Andrade      | «Ao teu encontro»   | Встретив тебя    | Marc Paelinck (м), Rui Andrade (т)        | 14.56 % | 3 |
| 2 | Catarina Pereira | «Mea culpa»         | Моя вина         | Andrej Babić (м), Carlos Coelho (т)       | 23.58 % | 2 |
| 3 | Zana             | «Nas asas da sorte» | На крыльях удачи | Jan Van Dijck (м), Paulo Abreu Lima (т)   | 11.39 % | 4 |
| 4 | Raquel Guerra    | «Sonhos roubados»   | Украденные мечты | Nuno Feist (м), Nuno Marques da Silva (т) | 8.91 %  | 5 |
| 5 | Сузи             | «Quero ser tua»     | Хочу быть твоей  | Emanuel (м/т)                             | 41.58 % | 1 |

## На Евровидении
Представитель Португалии на конкурсе выступил во второй половине первого полуфинала, который прошёл 6 мая 2014 года в Копенгагене, Дания. Исполнитель не прошёл в финал, занял 11 место, набрав 39 очков.

### Голоса за Португалию
| Голоса за Португалию (Полуфинал 1) | Голоса за Португалию (Полуфинал 1) | Голоса за Португалию (Полуфинал 1)        | Голоса за Португалию (Полуфинал 1) | Голоса за Португалию (Полуфинал 1) |
| 12 очков                           | 10 очков                           | 8 очков                                   | 7 очков                            | 6 очков                            |
| ---------------------------------- | ---------------------------------- | ----------------------------------------- | ---------------------------------- | ---------------------------------- |
|                                    |                                    | - Испания                                 |                                    | - Бельгия                          |
| 5 очков                            | 4 очка                             | 3 очка                                    | 2 очка                             | 1 очко                             |
| - Франция                          | - Швеция                           | - Армения - Дания - Молдавия - Черногория | - Нидерланды                       | - Азербайджан - Албания            |

Ноль очков:  Венгрия,  Исландия,  Латвия,  Россия,  Сан-Марино,  Украина,  Эстония

### Голоса от Португалии
| 12 очков | Нидерланды  |
| 10 очков | Венгрия     |
| 8 очков  | Швеция      |
| 7 очков  | Украина     |
| 6 очков  | Черногория  |
| 5 очков  | Россия      |
| 4 очка   | Армения     |
| 3 очка   | Латвия      |
| 2 очка   | Азербайджан |
| 1 очко   | Исландия    |

| 12 очков | Австрия    |
| 10 очков | Нидерланды |
| 8 очков  | Швеция     |
| 7 очков  | Швейцария  |
| 6 очков  | Венгрия    |
| 5 очков  | Дания      |
| 4 очка   | Армения    |
| 3 очка   | Норвегия   |
| 2 очка   | Россия     |
| 1 очко   | Румыния    |